# Life on the murder scene
Life on the murder scene es el primer videoálbum de la banda My Chemical Romance, lanzado el 21 de marzo de 2006. Se trata de un conjunto de un CD y dos DVD con contenido grabados mayoritariamente en directo. El primer disco DVD relata la trayectoria del grupo desde sus inicios hasta la actualidad: sus giras, sus conflictos, artistas que los influyeron, razones para formar la banda y más. El segundo muestra actuaciones en vivo, sesiones en AOL, videoclips y el making of de estos. Life on the murder scene es principalmente un álbum en vivo, pero en el CD contiene dos demos y una canción inédita, y en el DVD se incluyen los videoclips de su segundo disco. 
La portada muestra a los mismos personajes que aparecen en la portada del álbum Three cheers for sweet revenge, pero con personas reales.

## Sobre el DVD
El DVD muestra la vida de la banda y entrevistas a sus integrantes detrás de escenas, quienes cuentan historias de su vida, de cuando eran jóvenes, de la formación de la banda y de su salto a la fama.
El primer video documental presenta a cada uno de los integrantes y luego muestra sus primeras grabaciones y presentaciones. El DVD muestra el éxito, la decadencia, las reflexiones y las influencias de Gerard Way, así como las giras de la banda y el comienzo de ideas para el entonces sin nombre The Black Parade (incluye un ensayo preliminar de "I don't love you" en el último capítulo, así como el escrito de una canción, hasta el momento no publicada, cuya estrofa dice: “She got the shakes, got the shakes”). Este disco contiene muchos momentos íntimos, incluidas las escenas de la banda con el "secreto de Santa" durante la Navidad, el intercambio de abrazos por el éxito de Three cheers for sweet revenge, la pérdida de habitaciones en un hotel, etc.
El DVD alcanzó el n.º 2 en Australia en el ARIA Top 40 DVD Chart, y en los Estados Unidos llegó al n.º 30 en el Billboard 200 y n.º 1 en el Heetseekers.
En el folleto que viene dentro de la caja, dice, en inglés:

Sostienes en tus manos la historia de cinco niños cuyos sueños se han hecho realidad. Nos gustaría dedicar este lanzamiento a nuestras familias y seres queridos quienes han creído en nosotros desde el principio, a todos nuestros amigos que trabajan incansablemente para mantener peligroso a MCR, y a los fans... esto es para ustedes. Gracias desde el fondo de nuestros pequeños corazones negros por manteneros tan puros, tan apasionados y tan fuertes. Su creencia en nosotros es inmensurable y por eso los querremos eternamente

-MCR

## Certificaciones
Life on the murder scene ha sido calificado doble platino por la RIAA de Estados Unidos tras vender más de 200 000 copias y oro por la ARIA de Australia.

## Contenido

### CD
1. "Thank you for the venom" (en vivo para MTV 2$Bill) – 3:49
2. "Cemetery drive" (en vivo para MTV 2$Bill) – 3:17
3. "Give 'em hell, kid" (en vivo para MTV 2$Bill) – 2:20
4. "Headfirst for halos" (en vivo desde Starland Ballroom en Sayreville, Nueva Jersey) – 2:42
5. "Helena" (en vivo para Sessions@AOL) – 3:37
6. "You know what they do to guys like us in prison" (en vivo para Sessions@AOL) – 3:11
7. "The ghost of you" (en vivo para Sessions@AOL) – 3:26
8. "I'm not okay (I promise)" (en vivo para Sessions@AOL) – 3:08
9. "I never told you what I do for a living" (demo) – 3:44
10. "Bury me in black" (demo) – 2:37
11. "Desert song" – 3:50

| - Video-diario: - Introduction - Band members - Jersey - The early years - Influences - The dawn of MCR - Early collaborations - Skylines and turnstiles - "My Chemical Romance" - Frank - The first My Chem show - Brian - Bullets - Taking on the world - The next level - Signing to a major label - Revenge - Howard Benson - Warped Tour - The record release - "The next big thing" - From sky high to rock bottom - Becoming a new band - Bob - The "I'm not okay (I promise)" video - Candyland - The My Chemical Romance explosion - The Nintendo Fusion Tour - "Helena" video - Fashion - Life on tour - Comics and artwork - Rock superheroes - A Taste of Chaos - Anti-rock and roll - Become more theatrical - "The ghost of you" video - The future | - Presentaciones en vivo 1. "I'm not okay (I promise)" 2. "Cemetery drive" 3. "Our Lady of Sorrows" 4. "Honey, this mirror isn't big enough for the two of us" 5. "You know what they do to guys like us in prison" 6. "Headfirst for halos" 7. "The ghost of you" 8. "Thank you for the venom" 9. "Give 'em hell, kid" 10. "Vampires will never hurt you" 11. "Helena" - Apariciones en televisión 1. "I'm not okay (I promise)" en Late night with Conan O'Brien. 2. "I'm not okay (I promise)" en MTV discover and download. - Presentaciones en línea 1. "Helena" en vivo para AOL sessions 2. "I'm not okay (I promise)" en vivo para AOL sessions 3. "The ghost of you" en vivo para AOL sessions 4. "You know what they do to guys like us in prison" en vivo para AOL sessions 5. "I'm not okay (I promise)" en vivo para Launch 6. "Helena" en vivo para Launch - Videos 1. "I'm not okay (I promise)" versión 1 2. "I'm not okay (I promise)" versión 2 3. "Making of I'm not okay (I promise)" 4. "Helena" 5. "Making of Helena" 6. "The ghost of you" 7. "Making of The ghost of you" |

## Créditos
- Gerard Way - voz
- Ray Toro - guitarra principal, voz de fondo.
- Frank Iero - guitarra rítmica, voz de fondo.
- Mikey Way - bajo
- Bob Bryar - batería